# Antonio Morales (director de cine)
Antonio Morales Rodríguez (El Ejido, Almería, 24 de junio de 1977) es un director de cine y teatro, dramaturgo y guionista español. Es licenciado en Comunicación Audiovisual por la Universidad Complutense de Madrid y graduado en Dirección Escénica y Dramaturgia por la Real Escuela Superior de Arte Dramático (RESAD). 

## Primeros años
Empezó trabajando en el mundo de la radio a los dieciséis años, realizando programas musicales y de contenido cultural en Almería, así como labores de creativo publicitario. Su primera incursión en el mundo del teatro fue como actor, interpretando a uno de los personajes de la obra de Woody Allen “Dios” con la Compañía Teatral Akelarre (1997). Su debut como dramaturgo y director tuvo lugar en 1998 con la comedia musical “Gracias por su visita”, de la misma compañía. 

## Teatro y acercamiento al audiovisual
En el año 2003 se traslada a Madrid donde escribe y dirige sus primeros cortometrajes: “El día que no me quieras” (2006), “Vivian girl (2008) y “Adiós, Berlín” (2008). 
En 2008, a raíz de su encuentro con la actriz Patricia Jordá, que años después protagonizará la primera película de Morales, entra en contacto con la recién formada compañía de teatro La Xirgu. Para esta compañía escribe y dirige dos montajes: "Mise en Scéne" (2010) y "Chèjov nos salvará” (2013). También colabora con La Xirgu en el biopic musical sobre Marlene Dietrich “Maravillosa Criatura” (2012), dirigido por Carmen del Conte, y en una de las piezas del “Le petit cabaret des horreurs et des perversions” (2009). Estos trabajos han sido objeto de investigación de las Jornadas de Teatro y Marginalismo(s) por raza, sexo e ideología en los inicios del siglo XXI de la Universidad Complutense (2017), investigación que fue publicada por Editorial Verbum.
En 2010, su instalación audiovisual “Miradas” sobre las diferentes identidades sexuales se expuso en la galería de arte contemporáneo Mad is Mad de Madrid, junto a obras de Julieta Álvarez, Elena Alonso, M.A. Atauri, Elena Hormiga, Javier Lozano, Luján Marcos o Tomoto.
En 2013, estrena en Matadero Madrid el proyecto CINE-EXIT, una experiencia de inmersión visual y sonora con música en directo que aúna las poéticas del cine y el videoclip. Este mismo año escribe y dirige el videoclip para el debut de Löpez “El amante del Casiotone”, que es elegido por los lectores de la publicación musical Rockdelux el quinto mejor videoclip nacional del 2013. 
En 2014, escribe la obra de reminiscencias chejovianas ambientada en el Cabo de Gata (Almería) “La primera piedra”, que será renombrada en su estreno como “La Morera”, dirigida por Sonia Gálvez y con la actriz Nerea Camacho como protagonista. En ese mismo año, coordina al grupo de creadores del espacio visual de la performance del artista Ernesto Estrella en el Instituto Español de Diseño (IED).

## Primer largometraje
En 2016 escribe y dirige su primer largometraje, “Marisa en los bosques”, que se estrena en noviembre de ese mismo año en el Festival de Cine Europeo de Sevilla. La película recibe una muy buena acogida por parte de la crítica, que destaca especialmente la frescura de su arriesgada propuesta entre la comedia y el drama. Desde su estreno en el Festival de Sevilla, "Marisa en los Bosques" es presentada en algunos de los principales festivales nacionales como el D'A Film Festival (Barcelona), Filmadrid (Madrid), el Festival de Las Palmas de Gran Canaria, o el Festival de Alicante, donde se alza con el premio del público.
Su éxito nacional es refrendado por la selección en numerosos festivales internacionales, entre otros el Spanish Film Festival de Edimburgo (Reino Unido), Cinequest Film Festival, Seattle Latino Film Festival o Fort Lauderdale International Film Festival (Estados Unidos), Muestra de Cine Español La Película de Praga (República Checa), Festival de Cine de Bogotá (Colombia), Festival Internacional de Uruguay o Arc Film Festival (Alemania) donde obtiene el premio a la mejor película.
En febrero de 2018, Morales es nominado a los Premios del Cine Andaluz ASECAN en la categoría de Mejor Dirección Novel por su trabajo en "Marisa en los Bosques". Poco antes, recibe el Premio a la Mejor Dirección en el I Festival de Teatro Arte4, codirigido con Tolo Ferrà por la obra "Resiliencia". 
"Marisa en los Bosques" se estrena comercialmente en los cines españoles el 14 de septiembre de 2018. El estreno recibe la atención de los medios generalistas y de la prensa especializada. La crítica emparenta el trabajo del director almeriense con el cine de directores como Pedro Almodóvar, Jacques Rivette o Wes Anderson.
En noviembre de 2018, se encarga de dirigir las Galas del XVII Festival de Cine de Almería (FICAL), conducidas por Cayetana Guillén Cuervo y Llum Barrera, con la presencia de los actores homenajeados Bo Derek, Luis Tosar y Alison Doody. 
Antonio Morales prepara actualmente su siguiente largometraje, que está en fase de desarrollo.

## Filmografía y obras

### Cine y audiovisual
- Marisa en los Bosques. Lagometraje (2018)

- El amante del Casiotone y "Se tiene que ir". Videoclips para Löpez (2013)

- El Complot Maya. Cortometraje (2012)

- CINE-EXIT. Collage experimental (2012)

- Miradas. Videoinstalación (2012)

- Vivian Girl. Cortometraje (2008)

- Amargadas. Cortometraje (2007)

- Adiós, Berlín. Cortometraje (2007)

- El día que no me quieras. Cortometraje (2006)

### Obras de Teatro

#### Como director y dramaturgo
- Resiliencia. Codirigida con Tolo Ferrà (2017)

- Mas polvo enamorado. Pieza breve (2014)

- Chéjov nos salvará (2013)

- Mise en scène (2010)

- Gracias por su visita (1998)

#### Como director
- Pedro Víllora: Lupita. Pieza breve (2017)

- Nieves Rodríguez Rodríguez, Javier Sahuquillo, Lola Fdez. De Sevilla, Diana I. Luque, Pedro Víllora, Antonio Rojano: The rest is silencio (2017)

- Pablo Gisbert: Observen cómo el cansancio derrota al pensamiento. Pieza breve (2017)

- Boris Vian: Los forjadores de imperio (2016)

- Luis Vélez de Guevara: La Serrana de la vera (2016)

- Marius von Mayenburg: Cara de fuego (2016)

- Henrik Ibsen: El enemigo del pueblo (2016)

- Heiner Müller: Hamletmachine (2015)

- Ana de Vera: No nos quedamos. Pieza Breve (2015)

- Sarah Kane: Pyschosis 4.45 (2015)

- Jean Anouilh: Antígona (2015)

- Enzo Cormann: Sigue la tormenta (2014)

- Anton Chéjov: La gaviota (2014)

- Edgar Neville: El baile (2013)

- Bertolt Brecht: El señor Puntila y su criado Mati (2013)

#### Como dramaturgo
- Maravillosa Criatura (2011)

- La primera piedra (2014)

- Marisa en los bosques – El microteatro. Pieza breve (2017)

## Premios
| Año  | Festival                                                       | Obra                  | Premio                                |
| ---- | -------------------------------------------------------------- | --------------------- | ------------------------------------- |
| 2019 | Green Bay Film Festival (EE. UU.)                              | Marisa en los Bosques | Primer finalista                      |
| 2018 | Arc Film Festival (Alemania)                                   | Marisa en los Bosques | Mejor película (Ganador ex aequo)     |
| 2018 | Festival de Cine de Alicante                                   | Marisa en los Bosques | Premio del Público (Ganador)          |
| 2018 | Premios ASECAN del Cine Andaluz                                | Marisa en los Bosques | Mejor Dirección Novel (Nominado)      |
| 2018 | Festival de Teatro Arte4                                       | Resiliencia           | Mejor Dirección (Ganador)             |
| 2017 | Festival Internacional de Cine y Cómic de Vilagarcía de Arousa | Marisa en los Bosques | Premio Especial del Jurado (Ganador)  |
| 2017 | Festival de Cine Independiente de Linares                      | Marisa en los Bosques | Mejor Director (Ganador)              |
| 2017 | Festival de Cine de Avanca                                     | Marisa en los Bosques | Mejor Película (Mención Especial)     |
| 2016 | Festival de Cine Europeo de Sevilla                            | Marisa en los Bosques | Premio FIPRESCI (Nominado)            |
| 2015 | Muestra de Cortos de El Ejido                                  | El Complot Maya Deren | Mejor Cortometraje Invitado (Ganador) |
| 2010 | Escena Abierta                                                 | Mise en Scène         | Mejor texto (Ganador)                 |